# راسموس لردورف
راسموس لردورف (به انگلیسی: Rasmus Lerdorf) یک برنامه‌نویس دانمارکی با تابعیت کانادایی است. او بیشتر به خاطر ابداع زبان برنامه‌نویسی پی‌اچ‌پی شناخته می‌شود. او نویسنده دو نسخه اولیه از این زبان بود و در نسخه‌های بعدی که توسط گروهی متشکل از اندی گوتمانس، زیو سوراسکی و جیم ونستد رهبری می‌شد هم مشارکت داشت. مشارکت او در پروژه هنوز هم ادامه دارد.
خانواده لردورف در سال ۱۹۸۰ از گرینلند به کانادا مهاجرت کردند و بعدها در سال ۱۹۸۳ به کینگ سیتی، اونتاریو نقل مکان کردند. او پس از فارغ‌التحصیل شدن از دبیرستان کینگ سیتی در دانشگاه واترلو مشغول به ادامه تحصیل شد. لردورف در سال ۱۹۹۳ از دانشگاه واترلو مدرک کارشناسی خود را در رشته مهندسی سامانه‌ها دریافت کرد. او مشارکت‌هایی هم در پروژه وب سرور آپاچی و پایگاه داده ام‌اس‌اکیوال داشته‌است. لردورف از سپتامبر ۲۰۰۲ تا ۶ نوامبر ۲۰۰۹ در شرکت یاهو! کار می‌کرد. لردورف تا کنون بارها در کنفرانس‌های متعدد نرم‌افزارهای آزاد و متن‌باز در سرتاسر دنیا سخنرانی کرده‌است.

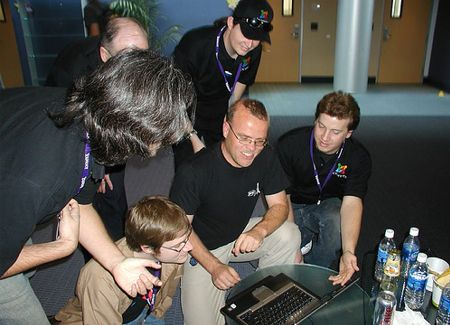
لردورف در حال صحبت با توسعه‌دهندگان جوملا! در رابطه با امنیت